# Johann Georg Kohl
Johann Georg Kohl (28 de abril de 1808, em Bremen - 28 de outubro de 1878) foi um escritor de viagens, historiador e geógrafo alemão.

## Vida
Filho de um comerciante de vinhos, frequentou um ginásio em Bremen, e depois estudou direito nas universidades de Göttingen, Heidelberg e Munique. Quando seu pai morreu em 1830, ele teve que interromper os estudos e passou seis anos trabalhando como tutor na Curlândia . Ele então viajou para São Petersburgo e outras partes da Rússia. Em 1838, ele voltou para a Alemanha e se estabeleceu em Dresden, de onde visitou grande parte da Europa e escreveu sobre suas experiências.

## Teorias do futuro
O principal trabalho científico de Kohl, Der Verkehr und die Ansiedlungen der Menschen in ihrer Abhängigkeit von der Gestalt der Erdoberfläche (Transporte e assentamento de pessoas e sua dependência do terreno de superfície) (1841, 1850) é considerado o documento fundador do transporte moderno e da geografia urbana . Usando Moscou como exemplo, ele formulou uma teoria matemática para o desenvolvimento de cidades esféricas e como, eventualmente, essas cidades desenvolveriam arranha-céus e shopping centers subterrâneos. Da mesma forma, também fundamental para a geografia teórica foi seu Die geographische Lage der Hauptstädte Europas (A localização geográfica das capitais da Europa) (1874).

## Viagens na Irlanda e Liverpool
O registro de Kohl de sua viagem de 1842 à Irlanda e ao porto inglês de Liverpool continua sendo uma visão importante da condição de ambos os locais antes de ambos serem assolados pelo desastre humanitário da Grande Fome.

## Viagens na Grã-Bretanha
Em 1842, Kohl visitou York. Ele escreveu uma longa descrição do Ministro e da comunidade Quaker de York (ver pp. 62–69 em Palliser and Palliser eds. 1979 York as They Saw It: From Alcuin to Lord Esher . William Sessions Limited.

## Viagens na América
De 1854 a 1858, viajou pelos Estados Unidos. Ele preparou alguns mapas valiosos para o governo dos Estados Unidos e, a pedido do United States Coast Survey, preparou dois relatórios: History of the Discovery of the US Coast e the History and Investigation of the Gulf Stream (Bremen, 1868).  Enquanto estava em Washington e em Harvard, Kohl fez amizade com muitos escritores (incluindo Henry Wadsworth Longfellow, Ralph Waldo Emerson e Washington Irving ) e estudiosos (incluindo George Bancroft, Charles Bennett Deane e Louis Agassiz ). O livro de Kohl, Reisen in Canada und durch die Staaten von New York und Pennsylvanien (Viagens no Canadá e nos estados de Nova York e Pensilvânia; 1856) ainda é consultado para estudo histórico do holandês da Pensilvânia .  Em seu retorno à Europa, ele se estabeleceu em Bremen, onde foi nomeado bibliotecário municipal 1863.